# Satz von Leonardo
Der Satz von Leonardo (englisch Leonardo’s Theorem) ist ein Lehrsatz der Absoluten Geometrie, der dem Mathematiker Hermann Weyl zufolge auf Leonardo da Vinci zurückzuführen ist. Der Satz behandelt die Frage der Struktur endlicher Isometriegruppen absoluter Ebenen.

## Formulierung des Satzes
Der Satz lässt sich in moderner Formulierung angeben wie folgt:
Gegeben sei eine Ebene {\displaystyle E} der Absoluten Geometrie und zudem eine endliche Gruppe {\displaystyle \Gamma \subset \operatorname {Sym} _{E}} von Isometrien auf {\displaystyle E}.
Dann gilt:
{\displaystyle \Gamma } ist entweder eine zyklische Gruppe oder {\displaystyle \Gamma } ist isomorph zu einer Diedergruppe. Der erste Fall liegt vor, wenn {\displaystyle \Gamma } lediglich aus Drehungen besteht, während der zweite Fall gegeben ist, wenn {\displaystyle \Gamma } neben Drehungen mindestens eine Geradenspiegelung enthält, welche nicht die identische Abbildung ist.

## Zur Historie des Satzes

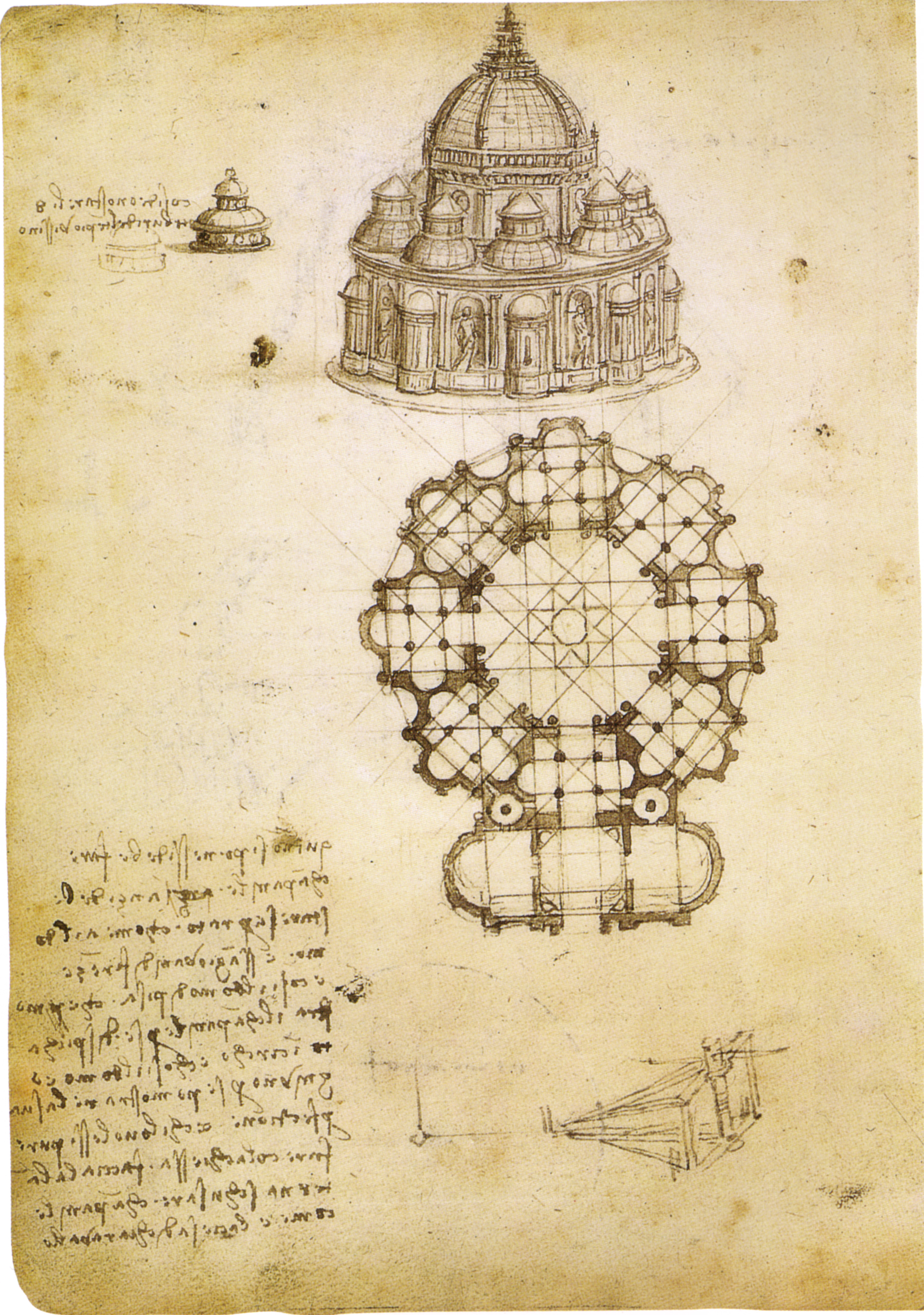
Studie einer Kirche.
Leonardo da Vinci (um 1488).
In Manuskript B der Pariser Manuskripte, Institut de France, Paris.

Nach Hermann Weyl entdeckte Leonardo den Satz, als er in seinen Studien zur Architektur der Frage nachging, wie man einem Gebäude Kapellen und Nischen anfügen könne, ohne die Symmetrie des Gebäudekerns zu zerstören.